# Besa
Besa (en griego, Βήσσα) es el nombre de una antigua ciudad griega de Lócride, que fue mencionada por Homero en el Catálogo de las naves de la Ilíada.
En la época de Estrabón, Besa ya no existía y su supuesta antigua ubicación se había convertido en un bosque. Añade de su nombre se debe a que el significado de Βήσσα —con doble sigma, a diferencia de otro topónimo parecido de un demo ático denominada Βήσα, que debe escribirse con una sola sigma— es lugar boscoso.